# Den Nagel auf den Kopf treffen
Den Nagel auf den Kopf treffen ist eine Redewendung, deren Verwendung bis in das Antike Rom zurückreicht und die dem Dichter Plautus zugeschrieben wird. Zurückzuführen ist die Wendung auf den Ausspruch „Rem acu tetigisti.“, der wörtlich übersetzt „Du hast die Sache mit der Nadel berührt“ bedeutet.